# هارفي ر. بلاو
هارفي ر. بلاو (بالإنجليزية: Harvey R. Blau)‏ هو محامي أمريكي، ولد في 14 نوفمبر 1935 في الولايات المتحدة، وتوفي في 19 يناير 2018.